# Јерменија на Летњим олимпијским играма 2008.
Јерменија је као самостална земља по четврти пут учествовала на Летњим олимпијским играма у Пекингу 2008. године. Јерменску делегацију чинило је укупно 47 учесника, од чега 25 спортиста у 7 спортова, 23 спортиста су били мушкарци а 2 жене. Спортску делегацију Јерменије представљало је 9 рвача, 6 дизача тегова, 4 боксера, по 2 атлетичара и џудиста те по 1 стрелац и пливач.
Јеремнија је освојила укупно 6 бронзаних медаља, по чему је Пекинг 2008. остао упамћен као такмичарски најуспешније игре за спортисте из ове земље.
Заставау Јерменије на церемонији отварања Игара носио је троструки олимпијски победник рвач Алберт Азарјан.

## Учесници по дисциплинама
| Спорт         | Мушкарци | Жене | Укупно |
| ------------- | -------- | ---- | ------ |
| Атлетика      | 1        | 1    | 2      |
| Бокс          | 4        | 0    | 4      |
| Дизање тегова | 5        | 1    | 6      |
| Пливање       | 1        | 0    | 1      |
| Рвање         | 9        | 0    | 9      |
| Стрељаштво    | 1        | 0    | 1      |
| Џудо          | 2        | 0    | 2      |
| Укупно (7)    | 23       | 2    | 25     |

## Освајачи медаља
| Медаља | Спортиста                 | Спорт         | Дисциплина                  |
| ------ | ------------------------- | ------------- | --------------------------- |
| Бронза | Роман Амојан              | Рвање         | грчко-римски стил до 55 кг  |
| Бронза | Тигран Геворг Мартиросјан | Дизање тегова | -до 69 кг                   |
| Бронза | Геворг Давтјан            | Дизање тегова | - до 77 кг                  |
| Бронза | Јури Патрикејев           | Рвање         | грчко-римски стил до 120 кг |
| Бронза | Тигран Вардан Мартиросјан | Дизање тегова | -до 85 кг                   |
| Бронза | Храчик Џавахјан           | Бокс          | Лака                        |

## Атлетика
Мушкарци
| Атлетичар     | Дисциплина | Квалификације | Квалификације | Полуфинале       | Полуфинале       | Финале           | Финале           |
| Атлетичар     | Дисциплина | Резултат      | Позиција      | Резултат         | Позиција         | Резултат         | Позиција         |
| ------------- | ---------- | ------------- | ------------- | ---------------- | ---------------- | ---------------- | ---------------- |
| Мелик Џанојан | Копље      | 64,47         | 37.           | Није се пласирао | Није се пласирао | Није се пласирао | Није се пласирао |

Жене
| Ани Хачикјан | 100 м | 12,76 | 6. | Није се пласирала | Није се пласирала | Није се пласирала | Није се пласирала | Није се пласирала | Није се пласирала |

## Бокс
Јеремнија је имала укупно 4 такмичара у боксу. Џавахјан и Хамбарџумјан су обезбедили олимпијске квалификације преко светског првенства,. а преостали такмичари преко додатних европских квалификација.
| Хованес Даниелјан   | Папир      | Томас Есомба (CMR) · П 9-3         | Биржан Жакипов (KAZ) · И 13-7 | Није учествовао                  | Није учествовао                 | Није учествовао |                 |                 |
| Храчик Џавахјан     | Лака       |                                    | Рашид Лавал (NGR) · П 12-0    | Јонг Суб Бајк (KOR) · П (нокаут) | Алексеј Тишченко (RUS) · И 10-5 | Није учествовао |                 |                 |
| Едвард Хамбарџумјан | Полувелтер | Мануел Феликс Дијаз (DOM) · И 11-4 | Није учествовао               | Није учествовао                  | Није учествовао                 | Није учествовао | Није учествовао | Није учествовао |
| Андраник Хакобјан   | Средња     | Ахмед Сараку (GHA) · П 14:8        | Елшод Разулов (UZB) · И 7-3   | Није учествовао                  | Није учествовао                 | Није учествовао |                 |                 |

## Дизање тегова
Мушкарци
| Спортиста                 | Дисциплина | Трзај    | Трзај | Избачај                | Избачај                | Укупно                 | Поз.                   |
| Спортиста                 | Дисциплина | Резултат | Поз.  | Резултат               | Поз.                   | Укупно                 | Поз.                   |
| ------------------------- | ---------- | -------- | ----- | ---------------------- | ---------------------- | ---------------------- | ---------------------- |
| Тигран Геворг Мартиросјан | -до 69 кг  | 153      | 3.    | 185                    | 3.                     | 338                    |                        |
| Геворг Давтјан            | -до 77 кг  | 165      | 2.    | 195                    | 5.                     | 360                    |                        |
| Ара Хачатурјан            | -до 77 кг  | 162      | 4.    | 191                    | 10.                    | 353                    | 7.                     |
| Едгар Геворгјан           | -до 85 кг  | 176      | 5.    | Није завршио такмичење | Није завршио такмичење | Није завршио такмичење | Није завршио такмичење |
| Тигран Вардан Мартиросјан | -до 85 кг  | 177      | 4.    | 203                    | 3.                     | 380                    |                        |

Жене
| Спортисткиња       | Дисциплина | Трзај    | Трзај | Избачај  | Избачај | Укупно | Поз. |
| Спортисткиња       | Дисциплина | Резултат | Поз.  | Резултат | Поз.    | Укупно | Поз. |
| ------------------ | ---------- | -------- | ----- | -------- | ------- | ------ | ---- |
| Хрипсима Хуршудјан | - до 75 кг | 105      | 7.    | 130      | 10.     | 235    | 11.  |

## Рвање

### Слободни стил за мушкарце
| Рвач              | Дисциплина | Квалификације                  | 1/8 финала                | Четвртфинале                      | Полуфинале         | Репесаж 1          | Репесаж 2                       | Борба за бронзу    | Финале             |
| Рвач              | Дисциплина | Противник Резултат             | Противник Резултат        | Противник Резултат                | Противник Резултат | Противник Резултат | Противник Резултат              | Противник Резултат | Противник Резултат |
| ----------------- | ---------- | ------------------------------ | ------------------------- | --------------------------------- | ------------------ | ------------------ | ------------------------------- | ------------------ | ------------------ |
| Мартин Барберјан  | −до 60 кг  | Саид Азарбајџани (CAN) · И 0-4 | Није се пласирао          | Није се пласирао                  | Није се пласирао   | Није се пласирао   | Није се пласирао                | Није се пласирао   | Није се пласирао   |
| Сурен Маркосјан   | −до 66 кг  | Ирбек Фарнијев (RUS) · И 2-7   | Није се пласирао          | Није се пласирао                  | Није се пласирао   | Није се пласирао   | Није се пласирао                | Није се пласирао   | Није се пласирао   |
| Харутјун Јенокјан | −до 84 кг  |                                | Аднин Рими (TUN) · П 14-1 | Ревази Миндорашвили (GEO) · И 0-4 | Није се пласирао   |                    | Давид Бичинашвили (GER) · И 3-4 | Није се пласирао   | Није се пласирао   |

### Грчко-римски стил за мушкарце
| Рвач               | Дисциплина | Квалификације                 | 1/8 финала                   | Четвртфинале                 | Полуфинале                    | Репесаж 1          | Репесаж 2                      | Борба за бронзу                  | Финале             |
| Рвач               | Дисциплина | Противник Резултат            | Противник Резултат           | Противник Резултат           | Противник Резултат            | Противник Резултат | Противник Резултат             | Противник Резултат               | Противник Резултат |
| ------------------ | ---------- | ----------------------------- | ---------------------------- | ---------------------------- | ----------------------------- | ------------------ | ------------------------------ | -------------------------------- | ------------------ |
| Роман Амојан       | −до 55 кг  | Слободан                      | Асет Иманбајев (KAZ) · П 3-1 | Лаша Гоготадзе (GEO) · П 3-1 | Ровшан Бајрамов (AZE) · И 1-3 |                    |                                | Јагнијер Хернандез (CUB) · П 8-0 | Није се пласирао   |
| Карен Мнатсаканјан | −до 60 кг  | Макото Сасамото (JPN) · И 3-1 | Није се пласирао             | Није се пласирао             | Није се пласирао              | Није се пласирао   | Није се пласирао               | Није се пласирао                 | Није се пласирао   |
| Arman Adikyan      | −до 66 кг  | Тамаш Леринђ (HUN) · И 3-4    | Није се пласирао             | Није се пласирао             | Није се пласирао              | Није се пласирао   | Није се пласирао               | Није се пласирао                 | Није се пласирао   |
| Арсен Џулфалакјан  | −до 74 кг  | Владимир Шатски (UKR) · П 3-3 | Петер Бачи (HUN) · И 6-8     | Није се пласирао             | Није се пласирао              | Није се пласирао   | Није се пласирао               | Није се пласирао                 | Није се пласирао   |
| Денис Форов        | −до 84 кг  | Шинго мацумото (JPN) · П 10-2 | Бред Веринг (USA) · П 8-2    | Ара Абрахамјан (SWE) · И 5-3 | Није се пласирао              | Није се пласирао   | Није се пласирао               | Није се пласирао                 | Није се пласирао   |
| Јури Патрикејев    | −до 120 кг | Слободан                      | Јасер Сакр (EGY) · П 12-1    | Михаин Лопез (CUB) · И 1-4   | Није се пласирао              |                    | Сергеј Артсјукин (BLR) · П 3-1 | Јалмар Шеберг (SWE) · П 6-2      | Није се пласирао   |

## Пливање
| Спортиста      | Дисциплина     | Квалификације | Квалификације | Полуфинале       | Полуфинале       | Финале           | Финале           |
| Спортиста      | Дисциплина     | Време         | Поз.          | Време            | Поз.             | Време            | Поз.             |
| -------------- | -------------- | ------------- | ------------- | ---------------- | ---------------- | ---------------- | ---------------- |
| Михаел Колојан | 100 м слободно | 51,89         | 56.           | Није се пласирао | Није се пласирао | Није се пласирао | Није се пласирао |

## Стрељаштво
Мушкарци
| Спортиста        | Дисциплина           | Квалификације | Квалификације | Финале          | Финале          | Пласман |
| Спортиста        | Дисциплина           | Резултат      | Пласман       | Резултат        | Пласман         | Пласман |
| ---------------- | -------------------- | ------------- | ------------- | --------------- | --------------- | ------- |
| Норајр Бахтамјан | Ваздушни пиштољ 10 м | 580           | 12.           | Није учествовао | Није учествовао | 12.     |
| Норајр Бахтамјан | пиштољ 50 м          | 555           | 15.           | Није учествовао | Није учествовао | 15.     |

## Џудо
Мушкарци
| Хованес Давтјан | −60 кг |  | Јосмани Пикер (CUB) · 'П 0100-0010 · | Кјонг Џин Ким (PRK) · И 0000-0022 | Није учествовао | Није учествовао | Није учествовао | Није учествовао | Није учествовао | Није учествовао | Није учествовао | Није учествовао |
| Армен Назарјан  | −66 кг |  | Ахин ел Хађи (EGY) · И 0000-0001     | Није учествовао                   | Није учествовао | Није учествовао | Није учествовао | Није учествовао | Није учествовао | Није учествовао | Није учествовао |                 |